# Verberie
Verberie ist eine französische Kleinstadt mit 3858 Einwohnern (Stand 1. Januar 2022) im Département Oise in der Region Hauts-de-France; sie gehört zum Arrondissement Senlis und zum Kanton Crépy-en-Valois.

## Geografie
Die Kleinstadt Verberie liegt am Ufer des Flusses Oise, nahe der Einmündung seines linken Nebenflusses Automne, 13 Kilometer von Compiègne, 15 Kilometer von Crépy-en-Valois und 17 Kilometer von Senlis entfernt. Nachbargemeinden von Verberie sind Néry, Saintines, Rhuis und Saint-Vaast-de-Longmont.

## Geschichte
Die ältesten Urkunden stammen aus dem 8. Jahrhundert:
739 Vermbria (Reg.Imp. I, 41c), 774 Vermeria (Reg.Imp. I, 174), später Vermeria (919), Wurembria und Verberiacum.
Verberie hatte seine Blütezeit in der Zeit der Karolinger. Karl Martell zog sich nach der Schlacht von Tours und Poitiers (732) hierher zurück und zog sich in Verberie auch jene Krankheit zu, an der er 739 starb. Er empfing hier von Papst Gregor III. (731–741) die Ketten des Apostels Petrus und die Schlüssel zu dessen Grab.
Zwischen 752 und 754 war König Pippin jedes Jahr in seiner Pfalz und stellte hier Urkunden aus; am 23. Mai 753 bestätigte er, auf Bitten von Bonifatius, der Kirche des hl. Martin zu Utrecht den von Pippin dem Mittleren, Karl Martell und Hausmeier Karlmann geschenkten Besitz (MGH DD Karol I, 1,4,7). Bonifatius weilte wahrscheinlich zu diesem Anlass bei Pippin in der Pfalz Verberie.
Karl der Große ließ hier ein Palais bauen, das sich über rund 420 Meter von der heutigen Kapelle Saint-Pierre bis zum Château d’Aramont erstreckte. In den Jahren 752 (oder 753), 756, 853 und 869 wurden hier Konzile abgehalten (Quelle für das Konzil von 756: MGH Conc. 2,1). 774 hielt Karl der Große in seiner Pfalz „Vermeria palacio nostro“ Gericht (Regesta Imperii I, 174). 808 wird die Pfalz Verberie in einem Kapitulare Karls des Großen ausdrücklich genannt (Regesta Imperii I, 435). 856 wurde in Verberie die Ehe zwischen Judith, der Tochter Karls des Kahlen, und König Æthelwulf von Wessex geschlossen. 884 bestätigte König Karlmann II. der Kaiserin Angilberga ihren Besitz im Ort (Regesta Imperii I, 2814).
Die weitere Geschichte des Ortes ist unspektakulär. Nach einer Plünderung durch die Normannen wurde Verberie 885 wiederaufgebaut. Noch im August 1307 gehörte Verberie zu den königlichen Aufenthaltsorten. Die Pfarrkirche Saint-Pierre (mindestens 12. Jahrhundert) steht vermutlich an dem Platz, den die Kapelle des karolingischen Palais einnahm; ihr Turm brach 1333 zusammen. 1359 wurde Verberie durch die Engländer gebrandschatzt, danach aber wiederaufgebaut. 1431 ließ König Karl VII. die Stadtmauern abreißen. König Franz I. ließ sie wieder aufbauen, die damals errichteten fünf Stadttore waren im 19. Jahrhundert noch vorhanden. Im Jahr 1720 ließ Philippe II. Charles de Bourbon, duc d’Orléans, Regent von Frankreich, Verberie in die Domaine royal einfügen.
Auf dem Gebiet der Gemeinde liegt der spätmagdalénienzeitliche Fundort Le Buisson Campin.

### Bevölkerungsentwicklung
| Jahr                       | 1962 | 1968 | 1975 | 1982 | 1990 | 1999 | 2006 | 2012 | 2021 |
| Einwohner                  | 2412 | 2511 | 2512 | 2293 | 2637 | 3283 | 3442 | 4062 | 3819 |
| Quellen: Cassini und INSEE |      |      |      |      |      |      |      |      |      |

## Sehenswürdigkeiten
- Schloss Aramont aus dem 17. Jahrhundert
- Die Kirche Saint-Pierre; ihr ältester Teil ist das südliche Querschiff, das früher als Chapelle Charlemagne bezeichnet wurde. Der Chor stammt aus dem 12. Jahrhundert. Der Turm stürzte 1333 ein. Das Längsschiff und der heutige Turm wurden im 16. Jahrhundert gebaut.
- La Mabonnerie, ein von Gräben umgebenes Haus mit zwei Etagen aus dem 14. Jahrhundert.
- Das Petit Cappy oder Hotel Saint Jacques, ebenfalls aus dem 14. Jahrhundert, war der Wohnsitz von Pierre Coquerel, dem Sekretär von Philippe de Valois

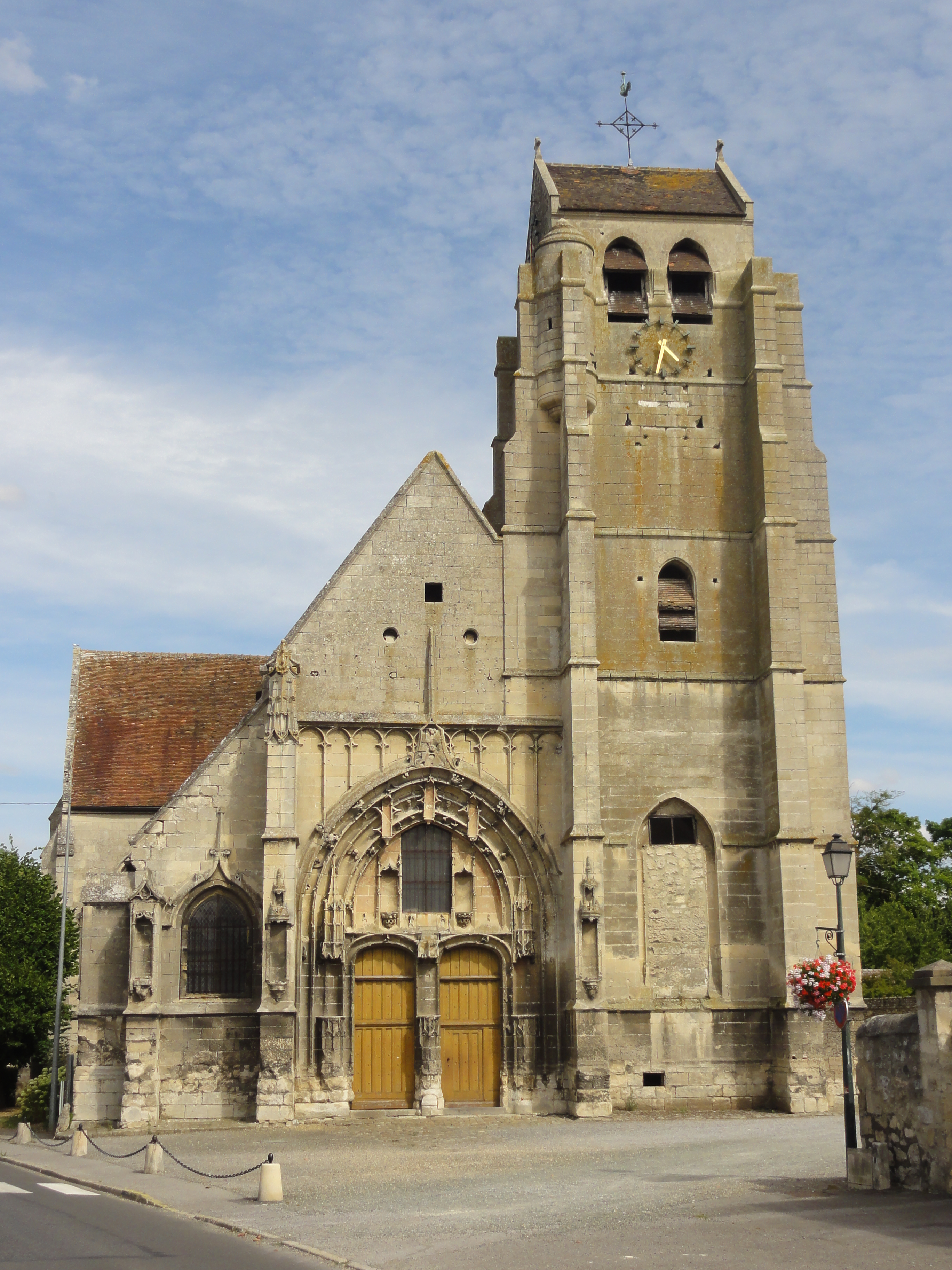
Kirche Saint-Pierre
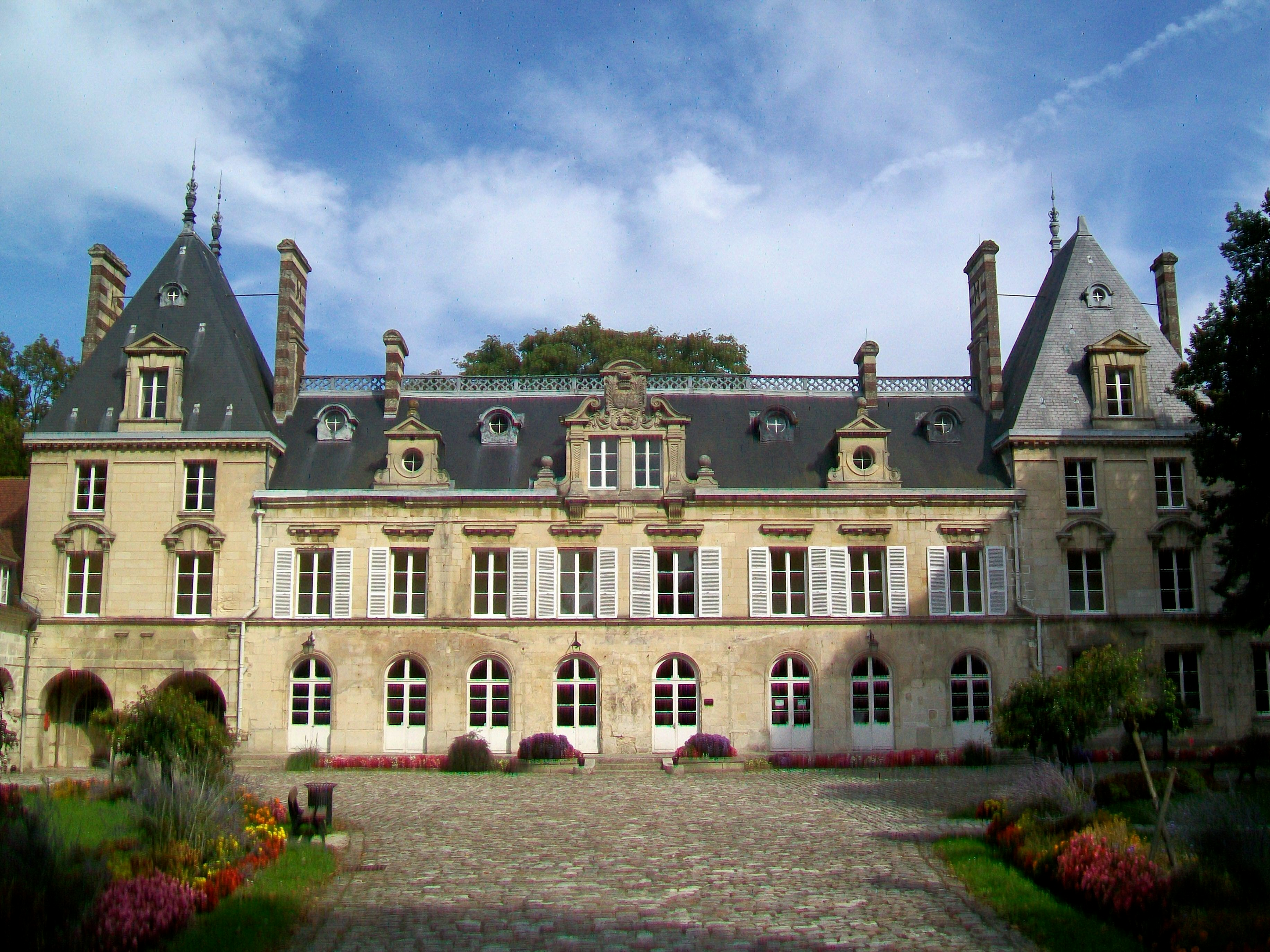
Schloss Aramont
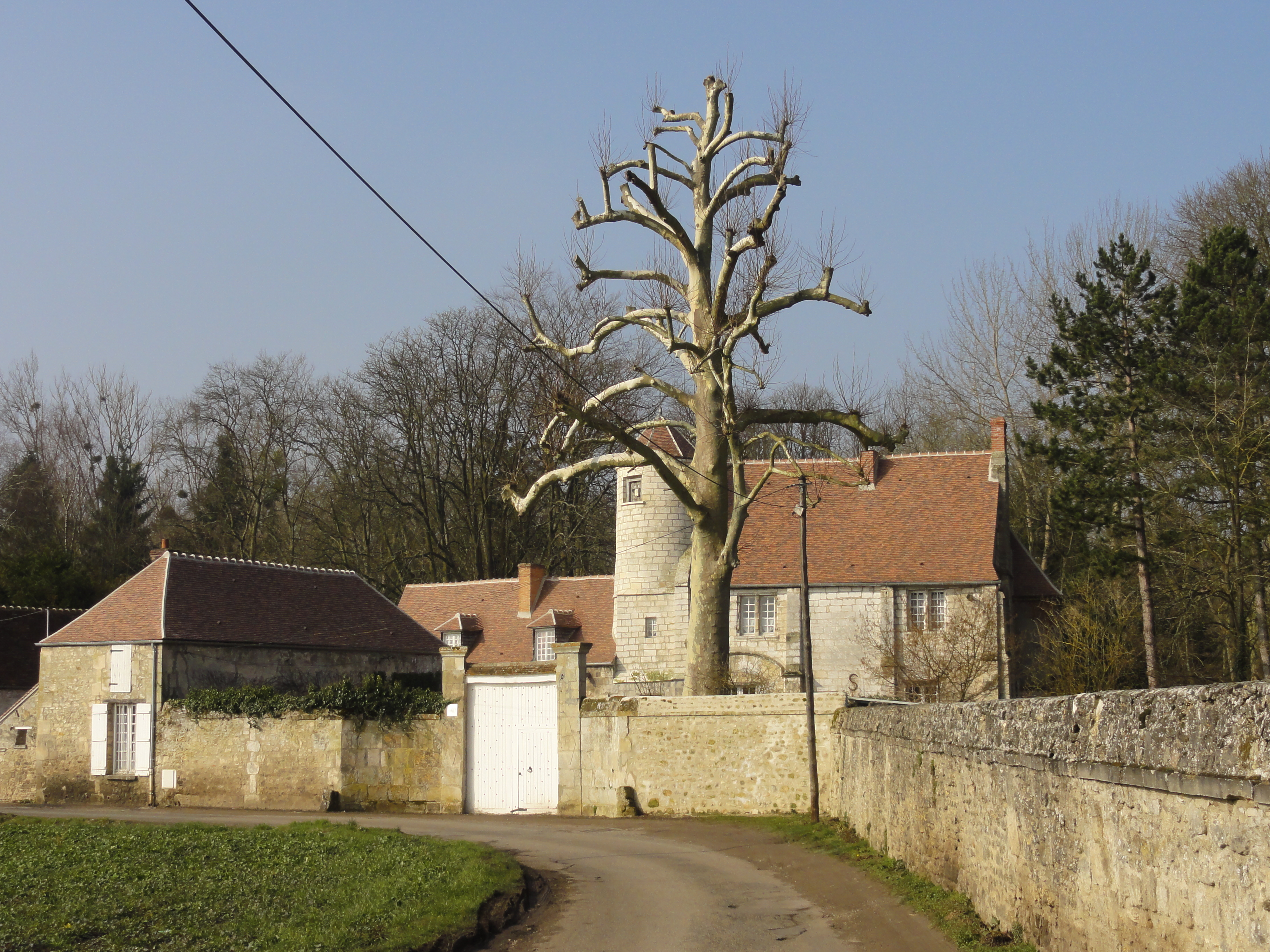
Schloss Mabonnerie
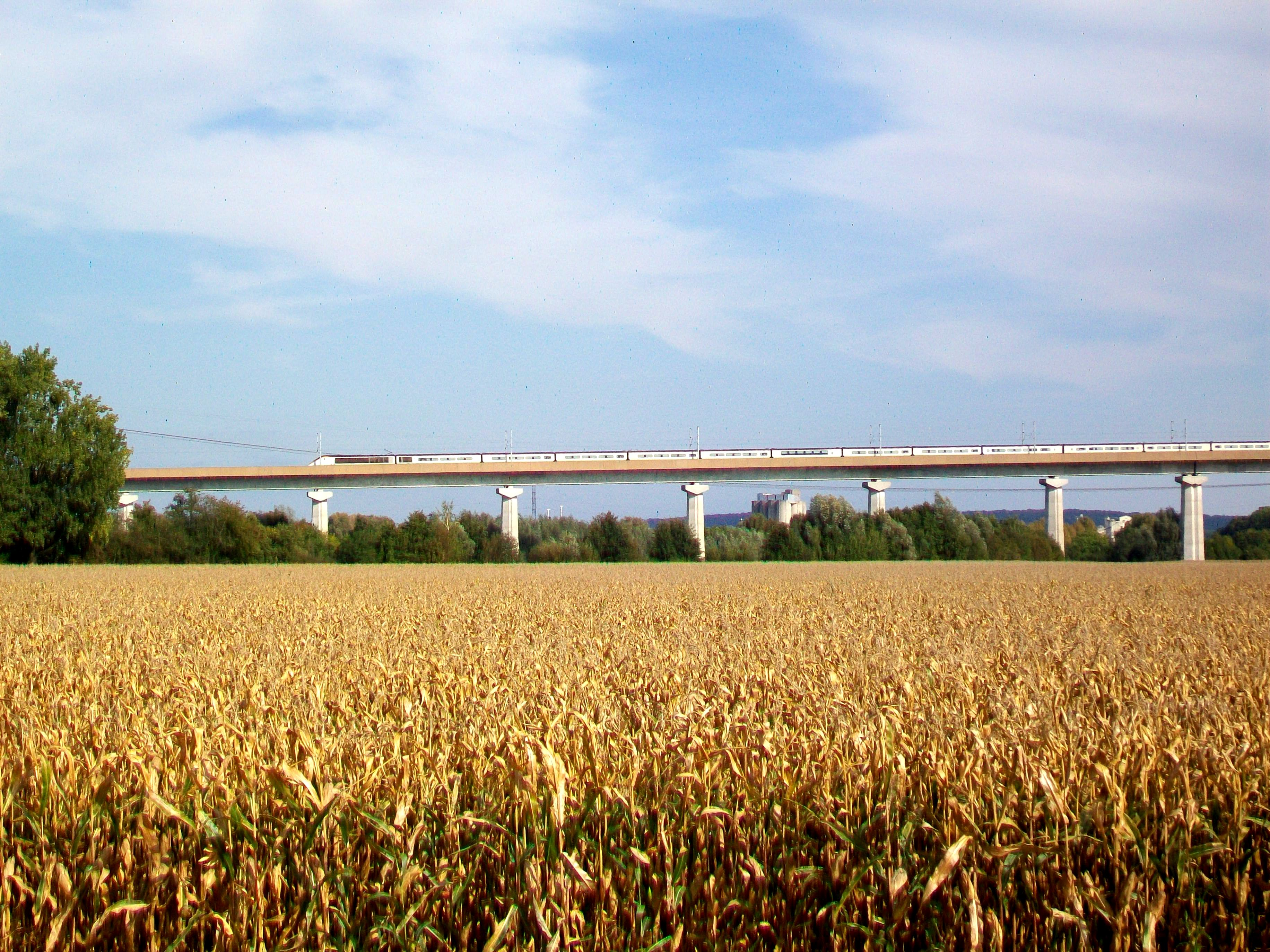
Viadukt des LGV Nord bei Verberie

## Persönlichkeiten
- Pierre Auriol (1280–1322), Kardinal, vermutlich in Verberie geboren
- Michel-Paul-Guy de Chabanon (1730–1792), Mitglied der Académie française, residierte in Verberie
- Juliette Adam (1836–1936), Sängern, in Verberie geboren

## Städtepartnerschaft
- Raynel, Essex, England